# Евгений (озеро)
Евгений — пресноводное озеро на территории Амбарнского сельского поселения Лоухского района Республики Карелии.

## Общие сведения
Площадь озера — 1,1 км². Располагается на высоте 79,5 метров над уровнем моря.
Форма озера продолговатая: оно почти на два километра вытянуто с запада на восток. Берега каменисто-песчаные, преимущественно заболоченные.
С северо-западной стороны озера вытекает безымянный водоток, впадающий с правого берега в Сигреку, которая впадает в озеро Овечье. Через Овечье протекает река Пулома, впадающая в Энгозеро. Воды Энгозера через реки Калгу и Воньгу попадают в Белое море.
К югу от озера проходит автозимник.
Населённые пункты вблизи водоёма отсутствуют.
Код объекта в государственном водном реестре — 02020000711102000003276.